# Кам'янецькі Хутори
Кам'янецькі Хутори (з 1967 по 2016 — Ленінська Слобода́) — село в Україні, у Вендичанській селищній громаді Могилів-Подільського району Вінницької області. Населення становить 27 осіб.

## Історія
7 (20) листопада 1917 року, відповідно до Третього Універсалу Української Центральної Ради, увійшло до складу Української Народної Республіки.
12 травня 2016 року відновлено історичну назву села.
12 червня 2020 року, відповідно до Розпорядження Кабінету Міністрів України від № 707-р «Про визначення адміністративних центрів та затвердження територій територіальних громад Вінницької області», увійшло до складу Вендичанської селищної громади.
19 липня 2020 року, в результаті адміністративно-територіальної реформи та ліквідації Могилів-Подільського району (1923 — 2020), село увійшло до складу новоутвореного Могилів-Подільського району.